# أنتوني نيولي
أنتوني نيولي (بالإنجليزية: Anthony Newley)‏ هو مغني ومغن ومؤلف وكاتب أغاني وملحن ومخرج وممثل بريطاني، ولد في 24 سبتمبر 1931 بلندن في المملكة المتحدة، وتوفي في 14 أبريل 1999 في الولايات المتحدة بسبب سرطان الكلية.

## أعمال

### أفلام
- (1967) دكتور دوليتل
- (1971) ويلي ونكا ومصنع الشيكولاتة
- (1985) أليس في بلاد العجائب

## ترشيحات
- جائزة توني عن فئة أفضل ممثل في مسرحية موسيقية [الإنجليزية]‏ (1963)
- جائزة توني عن فئة أفضل إخراج لمسرحية موسيقية [الإنجليزية]‏ (1965)
- جائزة توني عن فئة أفضل كاتب [الإنجليزية]‏ (1963)

## وصلات خارجية
- أنتوني نيولي على موقع IMDb (الإنجليزية)
- أنتوني نيولي على موقع ميوزك برينز (الإنجليزية)
- أنتوني نيولي على موقع تيرنر كلاسيك موفيز (الإنجليزية)
- أنتوني نيولي على موقع أول موفي (الإنجليزية)
- أنتوني نيولي على موقع قاعدة بيانات برودواي على الإنترنت (الإنجليزية)
- أنتوني نيولي على موقع قاعدة بيانات الأفلام السويدية (السويدية)
- أنتوني نيولي على موقع إن إن دي بي (الإنجليزية)
- أنتوني نيولي على موقع أول ميوزيك (الإنجليزية)
- أنتوني نيولي على موقع ديسكوغز (الإنجليزية)
- أنتوني نيولي على موقع قاعدة بيانات الفيلم (الإنجليزية)